# Фабрициус, Алексей Александрович
Алексей Александрович Фабрициус (1869, Пенза — 1938) — генерал-майор русской императорской армии; служил В РККА, был репрессирован.

## Биография
Родился в Пензе 15 марта 1869 года[по какому календарю?] в семье полковника (впоследствии генерал-майора) православного исповедания Александра Францевича Фабрициуса (ок. 1836 — 06.10.1911).
Обучался в Псковском кадетском корпусе, затем окончил 2-е военное Константиновское училище; выпущен подпоручиком в 7-й гренадерский Самогитский полк (старшинство с 09.08.1888 г.); в службе — с 30 августа 1887 года.
Переведён в лейб-гвардии Павловский полк чином гвардии подпоручика (старшинство с 10.08.1889 года); поручик (старшинство с 10.08.1893 года); штабс-капитан (старшинство с 06.05.1900 года).
Окончил Офицерскую стрелковую школу с оценкой «успешно».
Капитан (старшинство с 06.05.1901 года), полковник (старшинство с 06.12.1910 года).
В марте 1914 года числился в 85-м пехотном Выборгском полку. В Первую мировую войну с 16 августа 1914 года был командиром 265-го пехотного Вышневолоцкого полка (2-й очереди), развёрнутого при мобилизации из кадра 85-го пехотного Выборгского полка; 16 декабря 1914 года получил контузию.
Генерал-майор (приказ 16.07.1916 года, старшинство с 23.03.1916 года). Был командиром бригады 67-й пехотной дивизии.
Во время Гражданской войны в 1918 году был мобилизован в РККА — в Новгородской губернии. Служил в штабе Западного фронта, на 73-х пехотных курсах, в Новгородском ревтрибунале.
Позднее проживал в Новгороде, где был арестован 19 марта 1931 года по делу «контрреволюционной офицерской группировки»; на момент ареста работал счетоводом 10-го дорожного участка. Как говорил Фабрициус: «Объединению способствовало то, что среди быв. выборжцев сохранились офицерские и полковые традиции, доказательством чего служит укрытие некоторых полковых реликвий».
По приговору 28 сентября 1931 года был лишён на три года права проживания в пунктах, определённых спецперечнем.
Известно, что в 1938 году проживал в г. Киржач Владимирской области, работал бухгалтером; 2 февраля 1938 года вновь арестован и приговорён к расстрелу.

## Награды
- Орден св. Станислава 2-й ст. (1906);
- Орден св. Анны 2-й ст. (1909);
- Орден св. Владимира 4-й ст. (1912);
- Орден св. Владимира 3-й ст. с мечами «За отличия в делах против неприятеля» (Высочайший приказ 05.03.1915);
- Мечи и бант к ордену св. Владимира 4-й ст. (Высочайший приказ 12.11.1915);
- Мечи и бант к ордену св. Станислава 3-й ст. (23.02.1917).
- Пожалование старшинства в чине Полковника с 06.12.1908 (06.07.1916).

## Семья
С 30 октября 1894 года был женат на дочери купца 1-й гильдии, Елене (Елена-Екатерина-Софья) Августовне Томсон. У них 2 января 1903 года родилась дочь Елена.